# زورنا
زورنا (به ارمنی: զուռնա) یکی از سازهای بادی سنّتی ارمنستان و سایر مناطق قفقاز است. این ساز از چوب ساخته شده و شکلی مخروطی دارد که در انتهای آن یک زبانهٔ دوگانه، قرار گرفته است. زورنا به‌طور معمول در موسیقی‌های فرهنگی-سنّتی (فولکلوریک)، جشن‌ها و مراسم‌های مختلف استفاده می‌شود و صدایی قوی و پر طنین دارد که می‌تواند در فضاهای باز نیز، به خوبی شنیده شود.
تاریخچهٔ استفاده از زورنا به دوران باستان برمی‌گردد و این ساز، هنوز هم به عنوان یکی از نمادهای فرهنگی و موسیقایی ارمنستان، شناخته می‌شود. نوازندگان زورنا معمولاً تکنیک‌های خاصّی برای نفس‌گیری و نواختن این ساز استفاده می‌کنند که اجرای موسیقی را، بسیار منحصر به فرد و دلنشین، می‌کند.

## واژه‌شناسی
نام این ساز، «سرنا»، سرنخ‌هایی از منشأ آن ارائه می‌دهد. یک نظریه پیشنهاد می‌کند که «سرنا» از کلمهٔ فارسی «سورنای» مشتق شده است که از ترکیب «سور» (به معنای: جشن، مهمانی) و «نای» (به معنای: نی، نی‌لبک) تشکیل شده است. این ریشه‌شناسی به ارتباط تاریخی سرنا با مناسبت‌های جشن، اشاره دارد. نظریهٔ دیگری بیان می‌کند که اصطلاح ارمنی زورنا از واژهٔ هیتی یا لوویایی «زورنی» به معنای «شاخ» گرفته شده است. این ارتباط نشان‌دهندهٔ پیوند احتمالی با سازهای باستانی آناتولی است.

## تاریخچه و منشأ

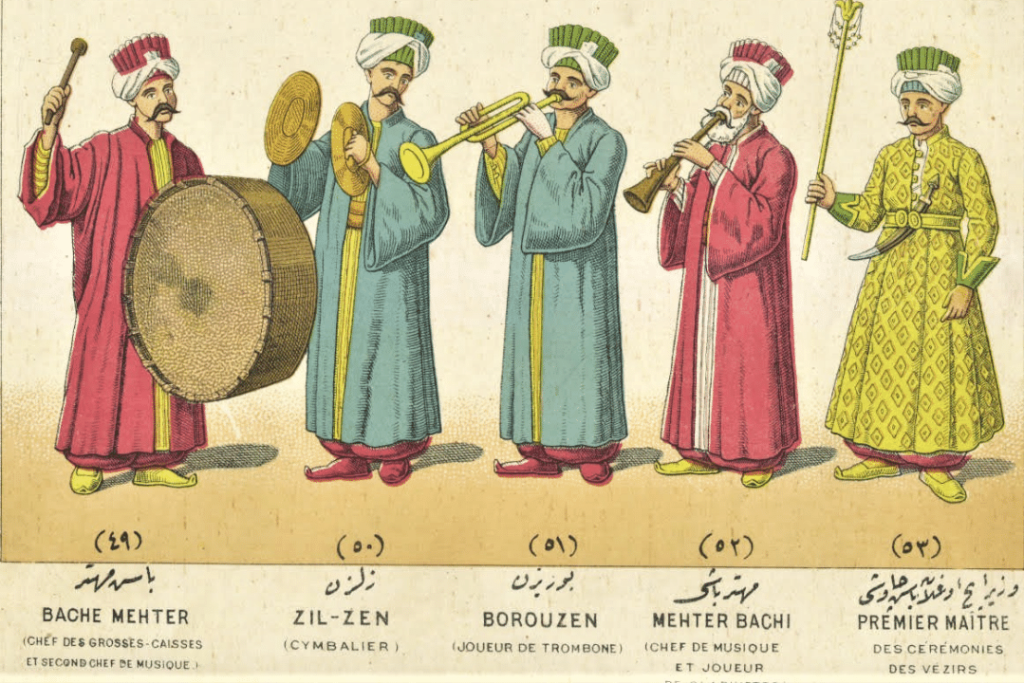
مهتر، نوازندگان نظامی ترکیه‌ای ۱۹۰۷

سرنا یک ساز بادی دو زبانه است که تاریخی غنی دارد و طی هزاران سال در مناطق جغرافیایی وسیعی، رواج یافته است. باور بر این است که این ساز از آسیای مرکزی و آناتولی باستان منشأ گرفته است. این امر با حضور سازهای مشابه سرنا در آثار هنری هیتی‌ها که به ۲۰۰۰ تا ۱۲۰۰ پیش از میلاد باز می‌گردد، تأیید می‌شود. تصاویر ساز مشابهی با نام «کرنا» نیز در آثار باستانی ایران از قرن ششم پیش از میلاد یافت شده است.
سرنا تا قرن ششم پس از میلاد به عنوان یکی از سازهای برجسته در ایران شناخته می‌شد و محبوبیّت آن با گسترش اسلام بین قرون هفتم تا پانزدهم میلادی، افزایش یافت. امپراتوری عثمانی که تحت تأثیر فرهنگ ایران، قرار داشت؛ سرنا را به عنوان عنصری کلیدی در موسیقی مهتر (گروه‌های نظامی) خود پذیرفت.

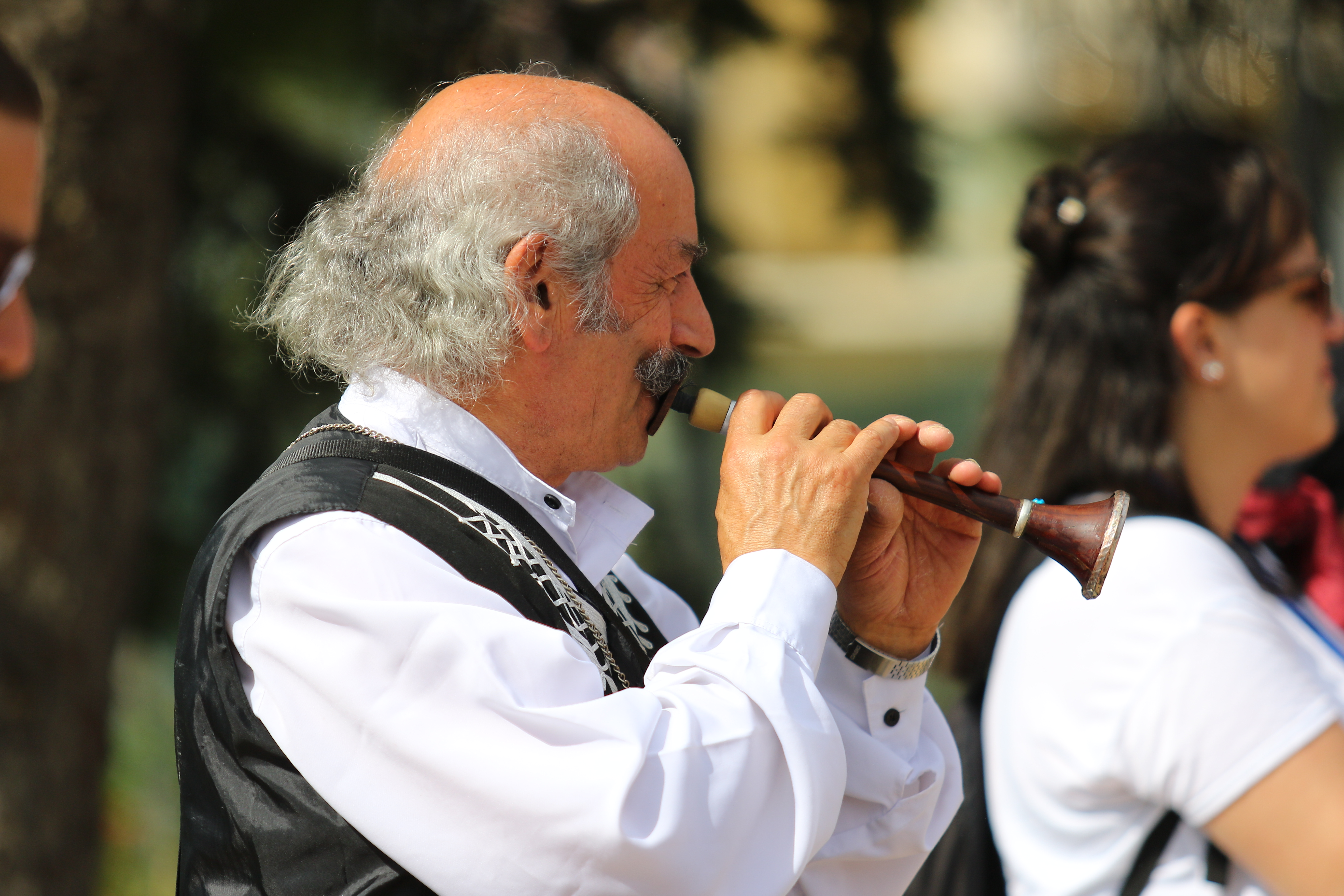
نواختن زورنا

### گسترش و تنوع‌یابی
گسترش وسیع امپراتوری عثمانی به‌طور قابل توجهی به انتشار سرنا در مناطق مختلف کمک کرد:
گسترش به شرق: سرنا در قرن شانزدهم به چین رسید، جایی که به نام «سونا» شناخته می‌شود.
گسترش به غرب: سرنا از طریق عثمانی‌ها به بالکان و بخش‌هایی از اروپای غربی معرفی شد و منجر به ایجاد تنوعات منطقه‌ای مانند «زورلا» در مقدونیه شد.
تأثیر در شمال آفریقا: سازهای مشابهی در شمال آفریقا ظهور کردند، مانند «زمّار» در تونس و طنجه.

## تأثیر ترکیه در سوریه

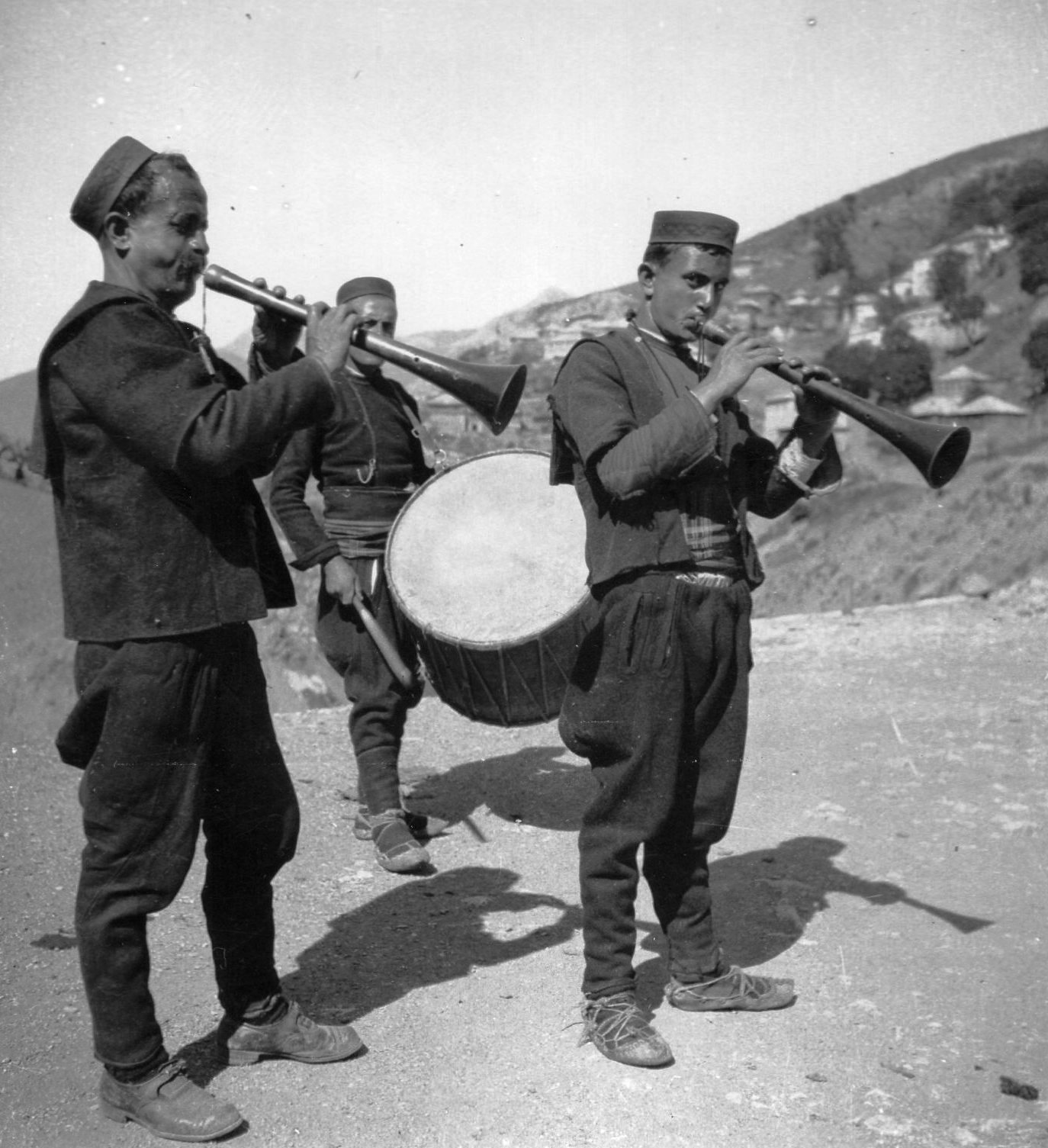

در سوریه، این ساز به جای «مزمار» عربی، «سرنا» نامیده می‌شود. این ترجیح برای نام‌گذاری ترکی ممکن است به دلیل تأثیرات تاریخی و فرهنگی ترکیه در این منطقه باشد. استفاده از سرنا در گروه‌های «عراضه» سوریه نیز، این ارتباط ترکی را، بیشتر نشان می‌دهد.

### میراث سرنا
تأثیر سرنا فراتر از گسترهٔ جغرافیایی آن، است. این ساز به عنوان پیشروی «شوم» اروپایی در نظر گرفته می‌شود که در نهایت به «اوبوا»ی مدرن تبدیل شد. این تبار، سهم مهم سرنا در توسعه سازهای موسیقی غربی را نشان می‌دهد. با وجود منشأ باستانی‌اش، سرنا همچنان بخشی حیاتی از سنت‌های موسیقی فولکلور در بسیاری از نقاط جهان است. حضور پایدار آن نشان‌دهندهٔ اهمیّت فرهنگی ماندگارش و صدای قدرتمند و برانگیزاننده‌ای است که تولید می‌کند.